# Bărbătești, Vâlcea
Bărbătești este un sat în comuna cu același nume din județul Vâlcea, Oltenia, România. Se află în Subcarpații Getici, pe cursul pârâului Otăsău. Este un punct de plecare spre Munții Căpățânii și Parcul Național Buila-Vânturarița, de aici fiind cea mai mică distanță spre Vârful Buila și Curmătura Builei. În localitate se află 8 lăcașuri de cult, dintre care 4 sunt biserici cu valoare de monument istoric.
La recensământul din 2021 populația satului a înregistrat 1.314 locuitori, față de 1.731 locuitori cât avea la recensământul din 2002. Maximul istoric a fost atins în anii '90, când satul număra 1.818 de locuitori, conform recensământului populației din 1992.
În sat, pe strada Mierlești-Măgură, se află conacul fostului moșier Petrișor Iliescu, președintele filialei P.N.Ț. Bărbătești, unde s-a ascuns pentru câteva zile liderul comunist Gheorghe-Gheorghiu Dej, în urma evadării sale de la Târgu Jiu din august 1944.
Din anul 2022, aici se desfășoară concursul de alergare montană Buila Trail Race, organizat de Asociația Sport fără Limite Vâlcea.

## Monumente istorice[5]
- Biserica de lemn Buna Vestire din cătunul Iernaticu (sec. 18-19) [VL-II-m-B-09650]
- Biserica de zid cu hramul „Intrarea în biserică“ din cătunul Mierlești (1776) [VL-II-a-B-09651.01]
- Biserica de lemn „Sf. Nicolae“ din cătunul Poeni (1790) [VL-II-m-B-09652]
- Biserica de zid cu hramul „Sf. Nicolae“ din cătunul Vătășești (sec. 18) [VL-II-m-B-09653]

## Note

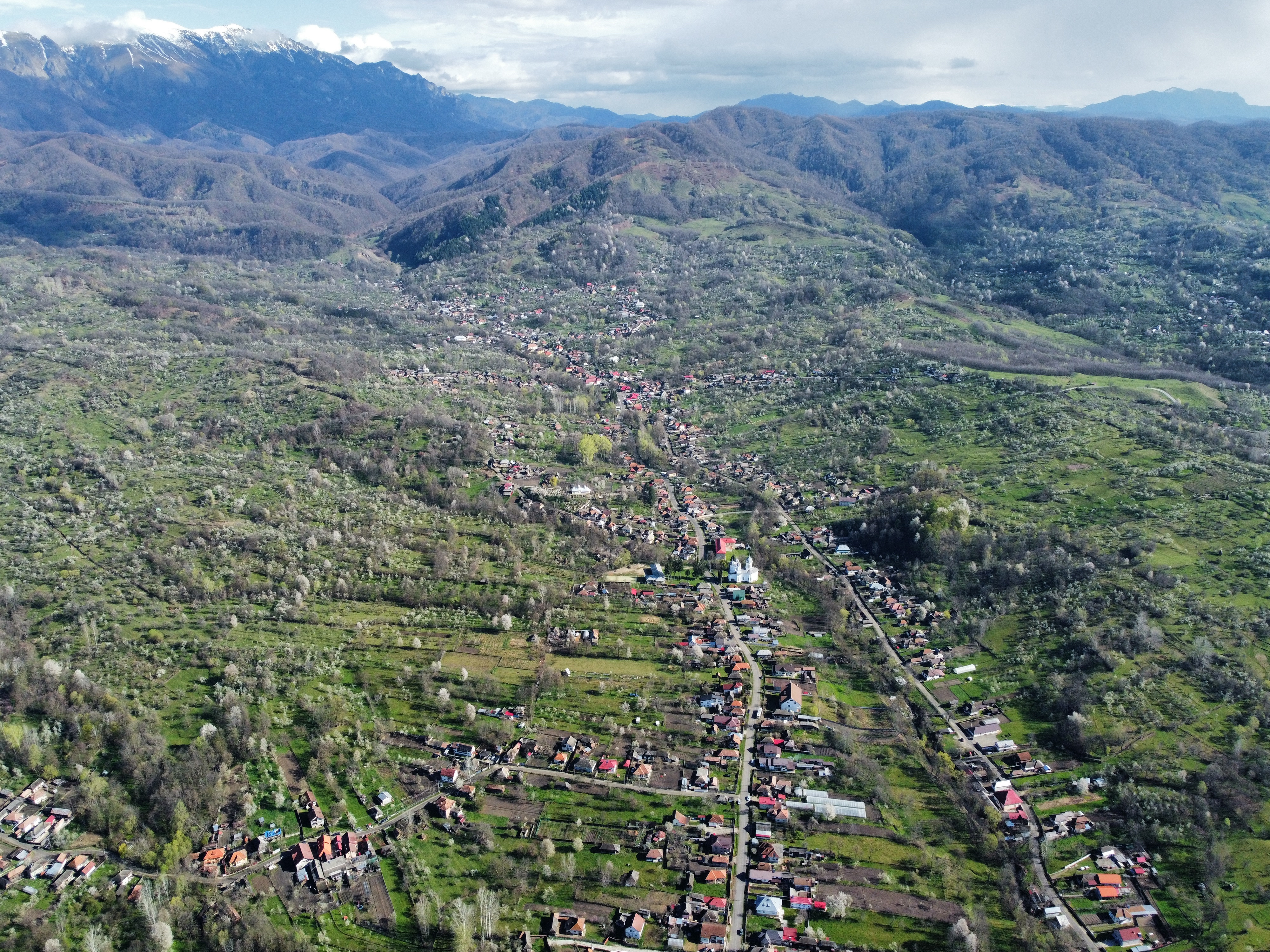
Imagine din dronă a satului Bărbătești, Vâlcea